# Sannohe
Sannohe (jap. 三戸町 Sannohe-machi) – miasto w Japonii, na wyspie Honsiu, w prefekturze Aomori. Według danych na rok 2020 miejscowość zamieszkiwało 9 082 mieszkańców , a gęstość zaludnienia wyniosła 59,8 os./km².